# North Queensland Fury
North Queensland Fury is een Australische voetbalclub uit Townsville in de staat Queensland. Het thuisstadion is Townsville Sports Reserve, dat een capaciteit van 6.500 plaatsen heeft. De club speelde vanaf 2009 tot aan de ontbinding van club in 2011 in de A-League. Een jaar later werd de club heropgericht en ging het spelen in een staatscompetitie.

## Geschiedenis
North Queensland Fury werd in augustus 2008 opgericht nadat het was goedgekeurd als nieuwe club in de A-League. De club zal vanaf 2009 meespelen in deze competitie.
Wegens financiële redenen ging de club op 1 maart 2011 in ontbinding. Een jaar later werd de club heropgericht en ging het spelen in een staatscompetitie.

## Bekende spelers
- Dyron Daal
- Robbie Fowler
- Brendon Santalab

Zie ook: Lijst van spelers van North Queensland Fury.
Adelaide United · Brisbane Roar FC · Central Coast Mariners · Macarthur FC · Melbourne City FC · Melbourne Victory · Newcastle United Jets · Perth Glory · Sydney FC · Wellington Phoenix FC · Western Sydney Wanderers · Western United

Opgeheven: Gold Coast United FC (heropgericht in 2017) · New Zealand Knights · North Queensland Fury (heropgericht in 2012)